# Валбонаша
Валбонаша је насељено место у саставу општине Медулин, Истарска жупанија, Хрватска. До територијалне реорганизације у Хрватској налазила се у саставу старе општине Пула.

## Историја
Као самостално насељено место, Валбонаша постоји од пописа 2001. године. Настало је издвајањем дела насеља Пула.

## Становништво
На попису становништва 2011. године, Валбонаша је имала 41 становника. За попис 1991. године, погледати под Пула.